# Frederik Vad
Frederik Vad Nielsen (født 1. september 1994 i Vipperød) er en dansk socialdemokratisk politiker som har været medlem af Folketinget siden 2022. Han var forbundsformand for DSU (Danmarks Socialdemokratiske Ungdom) fra 24. november 2017 til 29. maj 2022.
Han blev konstitueret af DSU's hovedbestyrelse, efter at daværende forbundsformand Lasse Quvang Rasmussen havde valgt at trække sig dagen forinden. På DSU's kongres den 27.-29. april 2018 blev han officielt valgt som formand. I 2019 vandt han desuden DM i debat. På kongressen i 2020 blev han genvalgt som formand uden modkandidater. I 2022 meddelte Frederik Vad at han stoppede som forbundsformand ved DSU's 44 kongres d. 27.-29. maj 2022, hvortil han inden kongressen blev valgt som ny folketingskandidat for Socialdemokratiet i Slagelse Kredsen.  
Frederik Vad er kærester med Signe Kaulberg, som er nuværende forbundssekretær for DSU[kilde mangler]. Hans mor Charlotte Nielsen er desuden medlem af Holbæk byråd for Socialdemokratiet.[kilde mangler]
Ved folketingsvalget i 2022 blev Vad valgt i Sjællands Storkreds med 5082 personlige stemmer. Han var opstillet i Slagelsekredsen.

## Kontroverser

### Betalt studierejse til Israel og efterfølgende udtalelser
I november 2019 deltog Frederik Vad som daværende DSU-formand i en studierejse til Israel, der ifølge flere kilder var delvist finansieret af israelske eller jødiske organisationer, herunder Dansk Zionistforbund. Rejsen blev dokumenteret via billeder på sociale medier, herunder ved Det Døde Hav, og fremkaldte debat om mulige interessekonflikter og mangel på gennemsigtighed  
Efter hjemkomsten markerede Vad sig med en tydelig pro-Israel holdning og blev berygtet som kritiker af muslimer i offentligheden, hvilket førte til bred debat om hans retorik over for muslimske grupperinger .

### Udtalelser om muslimer og integration
Som integrations- og udlændingeordfører har Vad udtalt blandt andet: “Vi har lukket for mange muslimer ind”, hvilket har udløst stærk kritik fra forskellige debattører . Han har desuden omtalt muslimske minoriteter i Danmark som en sikkerhedstrussel, hjernevasket af ekstreme bevægelser, hvilket har bidraget til kontroversen omkring hans udlændingepolitik .

### Andre kontroverser
- Vad har modtaget omfattende hadbeskeder fra grupper, der opfattede hans udtalelser om jøder som provokerende. Han har i offentlige opslag fremhævet, at antisemitiske tendenser er mere udbredte i Europa end i andre religiøse grupper, hvilket har skabt debat [11].
- Kritiske røster har rejst spørgsmål om partiets gennemsigtighed vedrørende finansiering af politiske studierejser og samarbejde med interesseorganisationer [12].